# Provincie Hannoversko
Provincie Hannoversko (německy Provinz Hannover) byla od roku 1868 do roku 1918 provincií Pruského království a potom od roku 1918 do roku 1946 Svobodného státu Pruska. Hlavním městem provincie byl Hannover.

## Historie
Během rakousko-pruské války  v roce 1866 se Hannoverské království pokusilo udržet neutrální postavení spolu s některými dalšími členskými státy Německého spolku. Hannoversko 14. června 1866 hlasovalo pro mobilizaci spolkových vojsk proti Prusku, což byla pro Prusko záminka pro vyhlášení války. Hannoverské království bylo brzy poraženo a připojeno k Prusku jako provincie.
V roce 1946 britská vojenská správa znovu vytvořila Hannoverský stát na základě bývalého Hannoverského království; ale to bylo během roku, na podnět německého vedení,  sloučeno do nového státu Dolního Saska – spolu se státy Oldenbursko, Brunšvicko a Schaumburg-Lippe – s městem Hannover jako hlavním městem.

## Hannoverské regiony
Hannoversko bylo rozděleno do šesti regionů (Landdrostei), které byly 1. dubna 1885 restrukturalizovány na pruské správní obvody (Regierungsbezirk):
1. Aurich
2. Osnabrück
3. Stade
4. Lüneburg
5. Hildesheim
6. Hannover